# Cyphorhinus arada
Cyphorhinus arada là một loài chim trong họ Troglodytidae.

## Hình ảnh

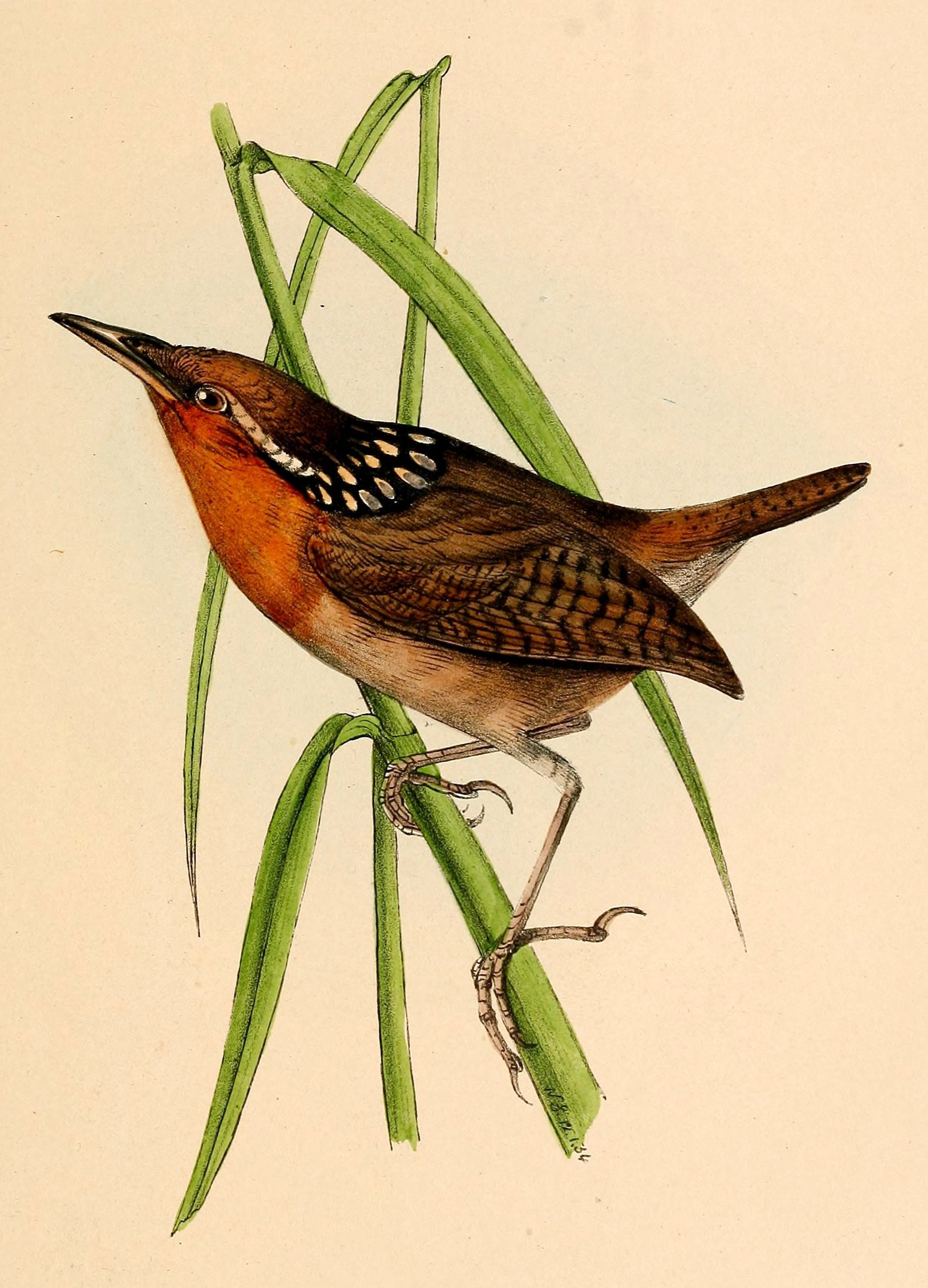
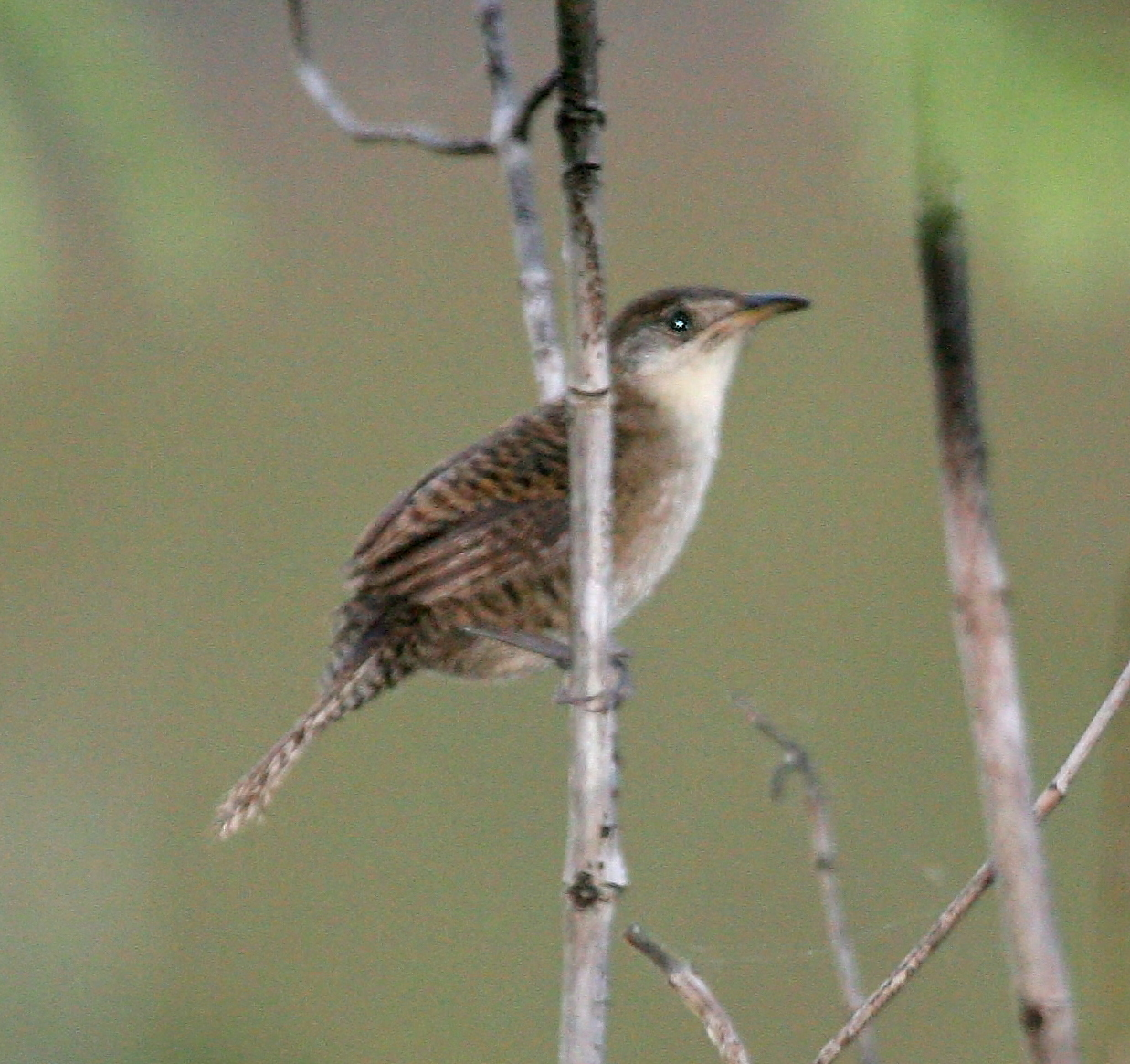